# Bracon erzurumiensis
Bracon erzurumiensis är en stekelart som beskrevs av Ahmet Beyarslan 2002. Bracon erzurumiensis ingår i släktet Bracon och familjen bracksteklar. Inga underarter finns listade.